# Kościół św. Stanisława Kostki w Pozezdrzu
Kościół świętego Stanisława Kostki – rzymskokatolicki kościół parafialny należący do dekanatu Węgorzewo diecezji ełckiej.
Jest to świątynia wzniesiona w 1891 roku dla luteran. Budowla została zniszczona pociskami artyleryjskimi w dniu 2 lutego 1915 roku. Kościół został odbudowany w 1923 roku. W 1946 roku został przejęta przez katolików i otrzymał wezwanie św. Stanisława Kostki. W dniu 11 stycznia 2004 roku budowla została konsekrowana przez księdza biskupa Jerzego Mazura, biskupa ełckiego.
Budowla została zbudowana z czerwonej cegły, bez określonego stylu, w formie nieregularnego ośmiokąta i nakryta dachówką. Ołtarz główny został wykonany z marmuru i znajduje się w ścianie nastawy ołtarzowej. W centralnym polu nastawy znajduje się obraz Matki Bożej Częstochowskiej. Po obu stronach tabernakulum znajdują się posążki modlących się aniołów. W prezbiterium po prawej stronie ołtarza na ścianie jest umieszczony obraz przedstawiający Zwiastowanie Najświętszej Maryi Panny, natomiast po lewej: obraz przedstawiający Zdjęcie Chrystusa z Krzyża.